# Alexander Alesius
Alexander Ales (Alesius) (Edimburgo, 23 de abril de 1500 – Leipzig, 17 de março de 1565) foi um teólogo escocês que imigrou para a Alemanha e se tornou um defensor luterano da Confissão de Augsburgo.

## Vida
Originalmente Alexander Alane, nasceu em Edimburgo. Ele estudou em St Andrews no recém-fundado colégio de St Leonard's, onde se formou em 1515. Algum tempo depois, foi nomeado padre na igreja da Universidade, onde pregou vigorosamente a favor da teologia escolástica, do humanismo renascentista e do antiprotestantismo. Suas opiniões mudaram completamente, no entanto, ao testemunhar a execução de 1528 pela queima do Rev. Patrick Hamilton, um pastor luterano e ex-abade de Fern. Pe. Ales foi escolhido para encontrar Hamilton em um debate teológico, com o objetivo de convencê-lo dos erros do Luteranismo, mas os argumentos teológicos do ministro escocês e, acima de tudo, sua coragem na fogueira impressionou Alesius tão fortemente que ele imediatamente abraçou a teologia luterana.
Um sermão que ele pregou perante o Sínodo em St Andrews contra a devassidão do clero ofendeu o reitor, que o colocou na prisão, e poderia ter levado seu ressentimento ainda mais se Alesius não tivesse escapado para a Alemanha em 1532. Depois de viajar pelo norte da Europa, ele estabeleceu-se em Wittenberg, onde fez amizade com Martinho Lutero e Philipp Melanchthon e assinou a confissão de Augsburg. Enquanto isso, ele foi julgado pelos Bispos da Igreja Católica na Escócia por heresia e condenado à morte à revelia. Em 1533 um decreto dos bispos escoceses, proibindo a leitura do Novo Testamento pelos leigos, tirou de Alesius uma defesa do direito do povo, na forma de uma carta aberta ao rei Jaime V da Escócia.
Uma resposta a isso pelo padre católico romano alemão e humanista renascentista Johann Cochlaeus também foi dirigida ao rei escocês e ocasionou uma segunda carta de Alesius, na qual ele ampliou seu argumento com maior força e entrou em questões mais gerais. Quando o rei Henrique VIII da Inglaterra (1509-1547) se declarou Chefe Supremo da Igreja da Inglaterra, Alesius foi persuadido a ir para a Inglaterra, onde foi cordialmente recebido (agosto de 1535) pelo rei e seus conselheiros pró-protestantes, o arcebispo Thomas Cranmer e Thomas Cromwell. Ele compareceu brevemente à corte da rainha de Henrique, Ana Bolena, de quem ele tinha em alta conta e ele estava realmente em Londres durante sua queda, julgamento e execução por decapitação, embora fosse crença de Alesius que Bolena não era culpado de adultério ou qualquer um dos outros crimes porque ela foi condenada à morte. Mais tarde, durante o reinado da rainha Elizabeth I, filha de Ana Bolena, Alesius escreveu uma carta à nova rainha detalhando suas memórias de sua mãe.
Após uma curta estadia no Palácio de Lambeth, foi nomeado, por influência de Cromwell, então reitor da universidade, para lecionar teologia no Queens' College, Cambridge; mas quando ele fez algumas exposições dos salmos hebraicos, ele foi impedido de continuar pelo partido antiprotestante.
Voltando a Londres, sustentou-se por algum tempo praticando como médico. Em 1537 ele participou de uma convocação do clero e, a pedido de Cromwell Alesius, debateu com John Stokesley, bispo de Londres, sobre a natureza dos sacramentos. Seu argumento foi publicado em 1544 sob o título Of the auctorite of the word of god agaynst the bisshop of london wherein are conteyned certen disputacyons had in the parliament howse betwene the bisshops a bowt the nomber of the sacramen[n]ts and other things, very necessary to be known, made by Alexa[n]der Alane Scot and sent to the duke of Saxon.
Em 1539, Alesius foi obrigado a fugir pela segunda vez para a Alemanha, como resultado da queda de Thomas Cromwell do favor do rei e da promulgação do estatuto dos Seis Artigos. Ele foi nomeado para uma cadeira teológica na universidade de Frankfurt am Oder, onde foi o primeiro professor a ensinar teologia luterana. Ele esteve novamente na Inglaterra por um curto período de tempo durante o reinado de Eduardo VI, e foi contratado por Cranmer para fazer uma tradução latina do First Prayer-Book (1549) for the use of Martin Bucer, whose opinion was desired.
Retornando a Leipzig, ele passou o resto de seus dias em paz e honra, e foi eleito duas vezes Reitor da Universidade.

## Trabalhos
Seus escritos eram exegéticos e controversos, mas principalmente o último. Eles incluem Expositio Libri Psalmorum Davidis (1550). Suas obras controversas referem-se a assuntos como a tradução da Bíblia para o vernáculo, contra Servet, etc.
Alesius publicou um grande número de trabalhos exegéticos, dogmáticos e polêmicos, dos quais mais de vinte são mencionados por Bale em sua Lista de Escritores Ingleses. Em suas obras controversas, ele defende as visões sinérgicas do teólogo escocês John Major. Ele demonstrou seu interesse em sua terra natal pela publicação de uma Cohortatio ad Concordiam Pietatis, missa in Patriam suam (1544), que teve a aprovação expressa de Lutero, e uma Cohortatio ad Pietatis Concordiam ineundam (1559).

## Publicações
- Alexandri Alesii Scotti Responsio Ad Cochlei Calumnias. Wittenberg, 1534.
- Expositio prioris epistolae ad Timotheum, 1550.
- In alteram ad Timotheum expositio, Leipzig 1551.
- Ordinatio Ecclesiae, Seu Ministerii Ecclesiastici, In Florentissimo Regno Angliae, ... Conscripta sermone patrio et in Latinam linguam conversa, Leipzig 1551.
- Diligens refutatio errorum, quos sparsit nuper Andreas Osiander in libro, cui titulum fecit. De unico mediatore Christo, Wittenberg 1552
- De Utilitate Missae et de vero usu & fructu coenae Domini, ca. 1563, Digitalisat